# Zeta Delphini
Zeta Delphini (ζ Delphini, förkortat Zeta Del, ζ Del)  är en dubbelstjärna belägen i den mellersta delen av stjärnbilden Delfinen. Den har en skenbar magnitud på 4,65, är synlig för blotta ögat där ljusföroreningar ej förekommer. Baserat på parallaxmätning inom Hipparcosuppdraget på ca 14,8 mas, beräknas den befinna sig på ett avstånd på ca 220 ljusår (ca 67 parsek) från solen.

## Egenskaper
Primärstjärnan Zeta Delphini A är en blå till vit stjärna i huvudserien av spektralklass A3 Va. Stjärnan har en beräknad massa som är ca 2,5 gånger större än solens massa, en radie som är ca 3,6 gånger större än solens och utsänder från dess fotosfär ca 49 gånger mera energi än solen vid en effektiv temperatur av ca 8 300 K.
År 2014 meddelades upptäckten av en brun dvärg, Zeta Delphini B, av spektraltyp L5 (men kan vara från L3 till L7) i omlopp kring Zeta Delphini A. Den har en massa som är ca 55 gånger så stor som Jupiters massa och är separerad med över 13 bågsekunder från primärstjärnan vilket motsvarar ett avstånd på åtminstone 910 AE.